# 丹比乙女
丹比 乙女（たじひ の おとめ、生没年不詳）は、奈良時代の女性。姓は宿禰。位階は外従五位下。

## 出自
丹比宿禰は皇別の多治比真人とは異なり、『新撰姓氏録』「右京神別」によると、「火明命三世孫天忍男命之後也」とある。氏の名は、仁徳天皇治世下に皇子の多治比瑞歯別尊（のちの反正天皇）に因んだもので、「丹治部」を諸国に定めて名代部としたものである。また、河内国丹比郡（大阪府松原市・大阪狭山市・堺市美原区の全域など）を本拠地とする一族でもある。「河内国神別」にも「火明命之後也」とする丹比連がおり、「和泉国神別」にも天穂日命の男の天香山命の後である丹比連が存在している。

## 記録
神護景雲3年（769年）、不破内親王が息子の氷上志計志麻呂を皇位につけるための陰謀を企てたとされ、これに県犬養姉女・忍坂女王・石田女王らが協力し、称徳天皇の命を縮める呪詛のために天皇の髪の毛を盗んで佐保川で入手した髑髏に納め、宮中に持参してまじないを行うこと3度に及んだとの理由で、不破・志計志麻呂母子とともに、彼女たちも遠流に処せられた。
『続日本紀』の宝亀2年（771年）8月の記述によれば、不破たちを訴えたのが丹比乙女であったとされている。同じ記述によると、
とあり、その後、姉女らの冤罪が判明し、彼女の申し立てが偽りであったということになった。そこで、朝廷はこの時に乙女の外従五位下の位記を破毀したが、その後、乙女がどのような処罰を受けたのかは明らかではない。